# Lagarotis debitor
Lagarotis debitor är en stekelart som först beskrevs av Carl Peter Thunberg 1822.  Lagarotis debitor ingår i släktet Lagarotis och familjen brokparasitsteklar. Arten är reproducerande i Sverige.

## Underarter
Arten delas in i följande underarter:
- L. d. montalpina
- L. d. nigriventris